# Yon-Lug
Pour les articles homonymes, voir Jacquet et Lug.
Yon-Lug, né Constant Jacquet à Oullins près de Lyon le 4 octobre 1864 et mort à Brévannes le 25 mai 1921,,, est un compositeur et chansonnier français.

## Biographie
C'est à l'instigation de François Trombert, originaire de Lyon, et propriétaire depuis 1893 du Cabaret des Quat'z'Arts, à Montmartre, que Constant Jacquet vint à Paris.
Le véritable nom de François Trombert étant François Jacquet, Constant Jacquet prit alors le pseudonyme de Yon-Lug qui exprime son origine : « Yon » pour « Lyon », « Lug » pour « Lugdunum ». C'est sous ce nom qu'il devint une figure du milieu montmartrois, le dernier Mohican de la Butte. Celui-ci fait en effet partie intégrante de l'histoire des temps héroïques des cabarets montmartrois.
Yon-Lug mourut en mai 1921 à l'hospice de Brévannes,. Il repose au cimetière de Saint-Ouen,, dans le caveau de l'Association amicale des chansonniers de cabarets (8ème division),.
Sa ville natale, Oullins, lui a rendu hommage en baptisant « rue Yon-Lug » une de ses voies.

## Œuvres
Parmi les chansons de Yon-Lug :
- La Ballade des Agents (1893)[18]
- La Purée
- Les Tonneaux
- L'Hydrophobe